# 斯皮爾斯 (肯塔基州)
斯皮爾斯（英語：Spears）是位於美國肯塔基州傑薩曼縣的一個非建制地區。

## 地理
斯皮爾斯所處的海拔為高於海平面302米（即991英呎），而該地所採用的時區為UTC-5，即北美東部時區（EST）。同時該地設有夏令時間，為UTC-5調快一小時，即UTC-4（EDT）。